# Октавио, Франсиско Андрес
Франсиско Андрес Октавио Паласиос (исп. Francisco Andrés Octavio Palacios; 1846–1912) — испанский архитектор и градостроитель, большинство работ которого были сделаны в Мадриде в стилях нео-мудехар и модерн в период с 1890 по 1910 год в сотрудничестве с архитектором Хосе Лопесом Саллаберри.

## Работы в качестве архитектора
- Колледж-Убежище Богоматери Голубя Мадрида(1901-1910)[2]
- Пивоварня Маху в Мадриде (1892-1894)
- Фронтон Фиеста Алегре [3](1892)
- Реконструирование фасада Театра Коми в Мадриде(1897)
- Каса Руис де Веласко в Мадриде[4](1904-1907)
- Постамент памятника Агустину Аргоэлье, наставнику Изабель II, со скульптурой Хосе Алькаверро (1901).

## Работы в качестве градостроителя
- Проект реформы и расширения улицы Пресиадос и связь Калье-дель-Кальяо с Алькале (1901-1904), известный как проект открытия Гран-Виа, строительные работы начались в 1910 году.
- Участвовал в разработке Мадридского генерального плана (1903-1905 годы).